# Harold Vernon Froehlich
Harold Vernon Froehlich, född 12 maj 1932 i Appleton, Wisconsin, är en amerikansk politiker (republikan). Han var ledamot av USA:s representanthus 1973–1975.
Froehlich efterträdde 1973 John W. Byrnes som kongressledamot. I kongressvalet 1974 besegrades han av demokraten Robert John Cornell.